# Трајанов мост
Трајанов мост је била монументална грађевина на реци Дунав у делу где протиче кроз Ђердапску клисуру и спајао је Горњу Мезију и Дакију (данашњу Србију и Румунију) за време Римског царства. Мост је изграђен по наредби римског цара Трајана. Мост је свечано отворен 105. године на Дунаву, током Другог похода римског цара Трајана на Дачане. Дужина моста је била 1.097,5 метара и око 1.000 година је важио за најдужи мост икада саграђен у свету, налазио се у близини данашњег села Костол код Кладова са српске стране и Северина са румунске стране. Мост је пројектовао највећи архитекта тога доба Аполодор из Дамаска. Археолошки остаци Трајановог моста и римског насеља Понтес се налазе неких пет километара од Кладова, источно од села Костол. Мост спада у ред најзначајнијих дела римског грађевинарства.

## Позадина изградње моста
Марко Улпије Нерва Трајан је рођен 53. године, умро 117, а на престо ступио 98. године као римски цар, наследник Нервин и припадник Антониске династије. Приликом преузимања власти Трајан је рекао:
Бићу поштован када Дакију учиним римском провинцијом и када Дунав и Еуфрат пређем преко моста.
Трајан је био први цар кога је усвојио претходни цар, а да са њим није био ни у каквом сродству. Такође је био други у низу петорице добрих царева (Нерва, Трајан, Хадријан, Антонин Пије и Марко Аурелије) који су наслеђивали један другога путем усвајања и током већег дела другог века обезбедили царству дугу хармонију и добру владу. Трајан је био први цар рођен у некој провинцији. Римски цар Трајан почетком другог века наредио је да се изгради пут кроз Ђердапску клисуру и мост до тада невиђених размера. Главни Трајанов циљ био је да премости Дунав и своје трупе пребаци на леву обалу реке, коју су контролисали Дачани. Мост је највероватније замислио сам Трајан, али је пројектовање и градњу поверио Аполодору из Дамаска, највећем архитекти тога доба.

## Изградња моста и Аполодоров рукавац
Избор места за изградњу моста је био условљен природним карактеристикама Дунава на овим просторима. Корито реке је доста песковито. Дунав је на том делу био врло миран и малих дубина. Непосредна близина острва Шимијан пружала је могућност градитељима да се преграђивањем Дунава ток реке усмери најпре у један рукавац и на исушеном дну изграде стубови, а затим то исто учине са другим рукавцем. Анализом Прокопијевеог текста, а потом и топографским запажањем на терену показују да је Аполодор за време градње скренуо ток реке у рукавац који почиње код данашњег Фетислама - турске тврђаве западно од Кладова и опет се спаја са Дунавом испред Мале Врбице, низводно од моста. Тако је већина стубова грађена на сувом. Архитекта из Дамаска, Аполодор, је о градњи моста извештавао редовно у свом спису који је касније изгубљен, а податке о мосту, његовом изгледу и градњи записали су историчари Дион Касије и Полибије, као и песник из Византије Цецес. Мост је био изграђен од камена, дугачак 1.097,5 метара, са луковима високо изнад воде имао је 20 стубова и портале на приступу и на једној и на другој дунавској обали. Димензије стубова су око 18-19 пута 33-34 метара, а били су оријентисани дужином управно на ток реке с кљунастим додацима на предњој и задњој страни којима је умањивао притисак. Темељи стубова и портали били су веома тврдог цемента направљеног од шљунка утиснутог у малтер, изнад тога су постављени редови опеке, а стубови су имали језгро од малтера, оплаћеног тесаницама и опекама. Применом „роштиља“ - попречно и уздужно постављеним дрвеним гредама које су пролазиле кроз језгро постигнута је већа чврстина Аполодорове грађевине. Трајанов мост је подигнут за невероватно кратко време, од 103. до 105. године. То је први мост икада подигнут на доњем Дунаву који је на том месту широк око 800 метара и око 1000 година је важио за најдужи мост икада саграђен и то у рекордном року с обзиром на тадашњу технологију градње. Изглед му је уклесан много година касније на Трајановом стубу у Риму. Након изградње Трајан је наредио да се у стену изнад пута уклеше натпис:
Император Цезар, божанског Нерве син, Нерва Трајан Августус Германик, врховни свештеник, заступник народа по четврти пут, отац домовине, конзул по четврти пут, савладавши планинско и дунавско стење, саградио је овај пут.

## Рушење моста
Мост је порушен по наређењу цара Аурелијана (270–275) кад су Римљани под навалом варварских племена морали да напусте тадашњу провинцију Дакију. Други извори говоре да је порушен 20 година након изградње по наређењу цара Хадријана (117–138) што је мање вероватно јер су Римљани још владали Дакијом, а неки, опет, верују да се распао много касније, под утицајем воде.

## Археолошка истраживања
Двадесет стубова се још могло видети 1856. године, када је водостај Дунава био рекордно низак. Године 1906. Међународна комисија за Дунав је одлучила да уништи два стуба који су ометали навигацију. Остаци 16 стубова Трајановог моста су лоцирани 1932. године. Пола века касније археолози су успели да лоцирају њих 12, а четири је вероватно у међувремену однела вода. Остаци првих стубова на обе стране и данас се могу видети на обалама Дунава.
Током своје историје мост је неколико пута истраживан, али археолошки радови нису никада до краја спроведени. Последње истраживање, започела је археолог Гордана Каровић, која је средствима Министарства културе Републике Србије и српских предузећа регистрованих за подводна истраживања, у септембру 2003. године обавила припремна снимања корита Дунава у зони Трајановог моста. Та истраживања су донела велики број докумената добијених савременим методама и употребом сонара, електронским уређајима, као и роњењем и снимањем подводним камерама. Видео-снимања су дала одличне кадрове подводних остатака Трајановог моста на којима се, поред клесаних камених блокова, уочавају добро очуване дрвене талпе и шипови. На овим дрвеним остацима и након 1900 година проведених под водом, јасно уочавају годови. Мерењима је утврђено да је укупна дужина моста 1.097,5 метара, међуосовински размак 18 речних стубова приближно 55 метара, а ширина моста 14,5 метара.

## Холограм Трајановог моста
Пројектом министарства културе Србије, предвиђено је да се на месту некадашњег монументалног здања направе ласери који ће својим сноповима исцртавати некадашњи изглед моста. Ласер би светлео ноћу, а када би га дотакао неки брод, илузија би нестала.